# بخش مرکزی شهرستان مهاباد
بخش مرکزی شهرستان مهاباد یکی از بخش‌های تابعه شهرستان مهاباد در استان آذربایجان غربی در شمال غربی ایران است.

## تقسیمات کشوری
دهستان‌های بخش مرکزی
- دهستان آختاچی غربی
- دهستان مکریان شرقی
- دهستان مکریان غربی

شهرها: مهاباد.

## جمعیت
بنابر سرشماری مرکز آمار ایران، جمعیت بخش مرکزی شهرستان مهاباد در سال ۱۳۸۵ برابر با ۱۸۲٫۹۸۳ نفر بوده است.